# Danilo Donati
Danilo Donati (Luzzara, Itàlia 1926 - Roma 2001) fou un dissenyador de roba i director artístic italià, col·laborador de Piero Paolo Pasolini i Federico Fellini i guanyador de dos premis Oscar.

## Biografia
Va néixer el 6 d'abril de 1926 a la població de Luzzara, situada a la província de Reggio de l'Emília, que en aquells moments formava part del Regne d'Itàlia i avui dia de la República italiana.
Va morir el 2 de desembre de 2001 a la seva residència de Roma.

## Carrera artística
Va iniciar la seva carrera cinematogràfica el 1959 amb la realització del vestuari de la pel·lícula de Mario Monicelli La gran guerra, i posteriorment va col·laborar amb Roberto Rossellini a Vanina Vanini (1961); Pier Paolo Pasolini a L'evangeli segons sant Mateu (1964), Ocellots i ocellets (1966), Èdip Rei (1967), Porcile (1969), El Decameró (1971), Els contes de Canterbury (1972), Les mil i una nits (1974) i Salò o le 120 giornate di Sodoma (1975); Franco Zeffirelli a L'amansiment de la fúria (1967), Romeo and Juliet (1968) i Fratello sole, sorella luna (1972); Federico Fellini a Satiricó (1969), Roma (1972), Amarcord (1973), Casanova (1974), Ginger i Fred (1986) i Intervista (1987); o Roberto Benigni a El monstre (1994) o La vida és bella (1997), entre d'altres directors.

## Premis i nominacions

### Premis Oscar
| Any  | Categoria                       | Pel·lícula                                           | Resultat  |
| ---- | ------------------------------- | ---------------------------------------------------- | --------- |
| 1966 | Millor vestuari - Blanc i negre | L'evangeli segons sant Mateu                         | Nominat   |
| 1966 | Millor vestuari - Blanc i negre | Mandragola                                           | Nominat   |
| 1967 | Millor vestuari                 | L'amansiment de la fúria juntament amb Irene Sharaff | Nominat   |
| 1968 | Millor vestuari                 | Romeo and Juliet                                     | Guanyador |
| 1976 | Millor vestuari                 | Casanova                                             | Guanyador |

### Premis BAFTA
| Any  | Categoria                 | Pel·lícula                  | Resultat  |
| ---- | ------------------------- | --------------------------- | --------- |
| 1969 | Millor vestuari           | Romeo and Juliet            | Guanyador |
| 1974 | Millor vestuari           | Fratello sole, sorella luna | Nominat   |
| 1974 | Millor direcció artística | Roma                        | Nominat   |
| 1978 | Millor vestuari           | Casanova                    | Guanyador |
| 1978 | Millor direcció artística | Casanova                    | Guanyador |
| 191  | Millor vestuari           | Flash Gordon                | Nominat   |
| 191  | Millor direcció artística | Flash Gordon                | Nominat   |